# Coupe d'Islande de football 1971
La coupe d'Islande 1971 de football est la 12e édition de la Coupe nationale de football.
Elle s'est disputée du 7 juillet 1971 au 9 décembre 1971, avec les demi-finales et la finale jouée au Melavöllur à Reykjavik.
La Coupe revêt une haute importance puisque le vainqueur est qualifié pour la Coupe des Coupes (Si un club gagne à la fois le championnat et la Coupe, c'est le finaliste de la Coupe qui prend sa place en Coupe des Coupes).
Les clubs participant à la Coupe d'Europe (ÍA Akranes et ÍBV Vestmannaeyjar) ne rentrent qu'en quarts de finale, les autres équipes de 1. Deild (1re division) rentrent au 4e tour de l'épreuve. Lors des tours précédents, les équipes de 2. Deild (2e division) et 3. Deild s'affrontent en matchs simples. En cas de match nul, le match est rejoué.
Le Vikingur Reykjavik devient le premier club de 2. Deild à remporter la compétition, en battant en finale le promu Breiðablik Kopavogur par le plus petit des scores (1-0). C'est le premier trophée national du club qui vit une saison en tout point réussie : un trophée, une montée en 1. Deild et une qualification en Coupe d'Europe.

## Premier tour
| Équipe 1             | Résultat | Équipe 2                  |
| -------------------- | -------- | ------------------------- |
| UMF Selfoss          | 6 - 0    | Hamar Hveragerði          |
| þrottur Reykjavik    | 4 - 3    | Reynir Sandgerði          |
| Armann Reykjavik     | 2 - 1    | FH Hafnarfjörður          |
| Austri               | 6 - 2    | Huginn Seyðisfjörður      |
| Haukar Hafnarfjörður | -        | Stjarnan Garðabær forfait |

## Deuxième tour
| Équipe 1                | Résultat | Équipe 2                  |
| ----------------------- | -------- | ------------------------- |
| Völsungur Húsavík       | -        | Leiftur Reykjavik forfait |
| ÍB Isafjörður           | 2 - 1    | Bolungarvík               |
| þrottur Nordfjörður     | 12 - 3   | Austri                    |
| UMF Njarðvík            | 3 - 0    | Víðir Garður              |
| þrottur Reykjavik       | 7 - 0    | UMF Selfoss               |
| Haukar Hafnarfjörður    | 1 - 3    | Armann Reykjavik          |
| Leiknir Fáskrúðsfjörður | -        | KS Siglufjöirður forfait  |
| UMF Skallagrímur        | 4 - 2    | HV Isafjörður             |

## Troisième tour
| Équipe 1            | Résultat | Équipe 2                |
| ------------------- | -------- | ----------------------- |
| UMF Skallagrímur    | 1 - 5    | ÍB Isafjörður           |
| þrottur Nordfjörður | 8 - 2    | Leiknir Fáskrúðsfjörður |
| UMF Grindavík       | 1 - 4    | UMF Njarðvík            |
| þrottur Reykjavik   | 5 - 1    | Armann Reykjavik        |
| Vikingur Reykjavik  | 11 - 0   | Hrönn                   |
| KS Siglufjörður     | 1 - 5    | Völsungur Húsavík       |

## Quatrième tour
- Entrée en lice du Valur Reykjavik, du Breidablik Kopavogur, de l'ÍBA Akureyri, du Fram Reykjavik, de l'ÍBK Keflavík et du KR Reykjavík.

| Équipe 1            | Résultat | Équipe 2                  |
| ------------------- | -------- | ------------------------- |
| Völsungur Húsavík   | 0 - 1    | Valur Reykjavik (D1)      |
| ÍB Isafjörður       | 2 - 3    | ÍBA Akureyri (D1)         |
| Fram Reykjavik (D1) | 4 - 1    | KR Reykjavik (D1)         |
| ÍBK Keflavík (D1)   | 1 - 2    | Breiðablik Kopavogur (D1) |
| UMF Njarðvík        | 1 - 9    | Vikingur Reykjavik (D2)   |
| þrottur Nordfjörður | 2 - 6    | þrottur Reykjavik         |

## Quarts de finale
- Entrée en lice de l'ÍA Akranes et de l'ÍBV Vestmannaeyjar

| Équipe 1                | Résultat | Équipe 2               |
| ----------------------- | -------- | ---------------------- |
| Vikingur Reykjavik (D2) | 3 - 0    | ÍBA Akureyri (D1)      |
| ÍA Akranes (D1)         | 4 - 0    | þrottur Reykjavik (D2) |
| ÍBV Vestmannaeyjar      | 1 - 1    | Fram Reykjavik         |
| Fram Reykjavik          | 1 - 0    | ÍBV Vestmannaeyjar     |
| Valur Reykjavik         | 1 - 2    | Breiðablik Kopavogur   |

## Demi-finales
| Équipe 1                | Résultat | Équipe 2       |
| ----------------------- | -------- | -------------- |
| Vikingur Reykjavik (D2) | 2 - 0    | ÍA Akranes     |
| Breiðablik Kopavogur    | 1 - 0    | Fram Reykjavik |

## Finale
| 9 novembre 1971 | Vikingur Reykjavik (D2) | 1 - 0 | Breiðablik Kopavogur | Melavöllur, Reykjavik |
|                 | Jon Olafsson            |       |                      |                       |
|                 | (Rapport)               |       |                      |                       |

- Le Vikingur Reykjavik remporte sa première Coupe d'Islande et se qualifie pour la Coupe des Coupes 1972-1973.